# Stadiumi Selman Stërmasi
Stadiumi Selman Stërmasi – wielofunkcyjny stadion w Tiranie, w Albanii. Rozgrywa na nim mecze klub KF Tirana. Otwarty w 1956, do 1991 nosił nazwę Stadionu Dinamo. W 1991 przyjął imię znanego piłkarza i trenera Selmana Stërmasiego. Stadion może pomieścić 12 500 osób.